# 何乔远
何喬遠（1558年—1632年），字穉孝，號匪莪，隐居鏡山，人稱鏡山先生，福建泉州府晋江县衮绣铺东街菜巷（今日泉州市鲤城区）人。明朝政治人物。曾任主事、郎中、經歷、光祿寺少卿、光祿卿、通政使、南京工部侍郎等官。年七十四。贈工部尚書。著有《閩書》、《名山藏》等。

## 生平
其父何炯是著名学者。何喬遠於嘉靖三十七年（1558年）出生于江西安福县学，少時從父習文，稍长，读书过目成诵。萬曆四年（1576年）與兄何喬遷同舉丙子科鄉試，中式第七十七名舉人。萬曆十年（1582年）父歿於家。萬曆十四年（1586年）中丙戌科進士，因母林氏去世，乃歸家守孝。万历十六年四月，孝满后选授刑部云南司主事，每折大獄，人服明允。歷官禮部儀制司郎中。國本之爭，神宗欲封皇长子常洛为親王，而非太子，乔远力争其不可。万历二十二年（1596年），因属吏校对奏章失误，以“奏牍不恭罪”，谪贬添注广西布政司经历。
万历二十三年（1597年），其妻病亡，遂隐居镜山（清源山五台峰西南麓），博覽群書，於經、史、子、集，無不賅通，居鄉二十餘年，學者稱之“鏡山先生”，室名自誓齋、天聽閣。居鄉期間開始撰寫《名山記》，後改名《名山藏》，万历三十六年（1608年），其子何九转病故，媳妇王承静自尽殉节，開始撰述《閩書》。万历四十八年（1620年）《闽书》150卷成書。泰昌元年（1620年），任光祿寺少卿。天启二年（1622年），进左通政。天启三年（1623年），擢升通政使，不久辞官。崇祯二年（1629年），任南京工部右侍郎。崇禎三年以病辭歸，晚年居家將《明實錄》刪為《名山編年》。崇祯四年十二月二十日（公历1632年2月10日），去世。赠工部尚书，赐祭葬。

## 著作
著有《名山藏》109卷、《皇明文徵》74卷、《何鏡山先生全集》72卷、《何喬遠集》、《大禮記》、《文皇佐命三臣傳》、《世廟四諫官記》、《逆藩三記》、《四朝幸閹記》、《獄志》、《膳志》等數十種。

## 家族
曾祖何賢，壽官。祖父何洪。父何烱，教谕。前母世氏，母林氏。永感下。兄何還、何述（生员）、何喬遴、何喬選、何喬遷（丙子經魁）。有子何九云，崇祯十六年（1643年）进士。